# Ромеро, Серхио
Се́рхио Херма́н Роме́ро (исп. Sergio Germán Romero; род. 22 февраля 1987, Бернардо-де-Иригоен) — аргентинский футболист, вратарь клуба «Бока Хуниорс». Олимпийский чемпион 2008 года, серебряный призёр чемпионата мира 2014 года.

## Карьера

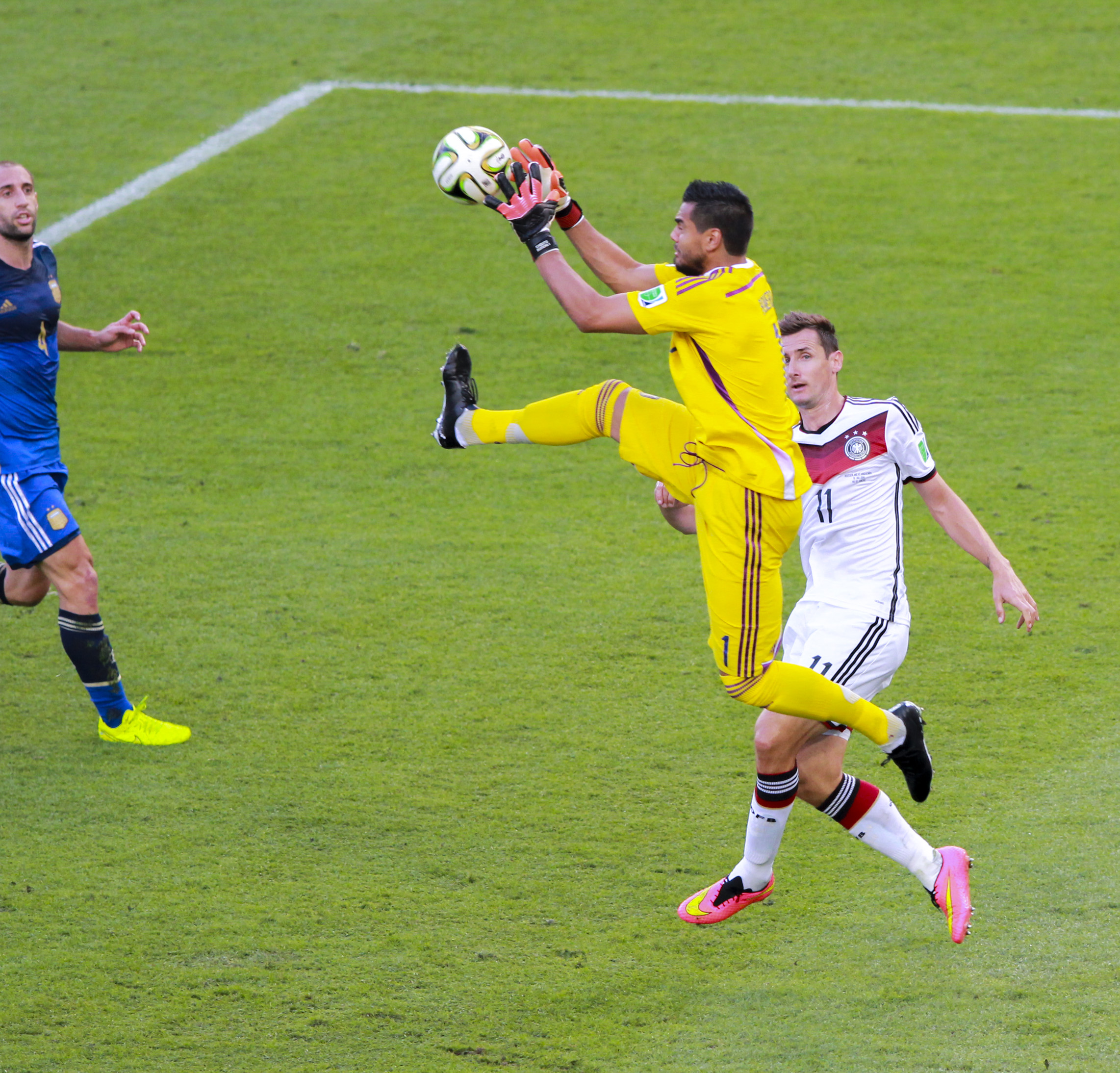
В финальном поединке Чемпионата мира 2014 года

Ромеро — воспитанник «Расинга» из Авельянеды, в академии которого он оказался в 16 лет. В 2006 году Ромеро был переведён в основной состав, сыграл четыре матча и пропустил семь мячей.
В июле 2007 года перешёл в АЗ за 1,5 млн евро. В сезоне 2007/08 считался вторым вратарём команды, но в следующем сезоне основной вратарь Ватерман был отдан в аренду в «АДО Ден Хааг». В сезоне 2008/09 является единственным игроком АЗ, который провёл все 22 матча без замен; с 12-го по 21-й тур не пропускал голов, проведя «сухую» серию в 957 минут.
22 августа 2011 года Серхио Ромеро подписал контракт с клубом второй итальянской лиги «Сампдорией». Сумма трансфера и детали контракта не сообщались. В сезоне 2012/2013 вместе с клубом вернулся в Серию А; с тех пор команда в нижний дивизион не опускалась. Всего за «Сампдорию» Ромеро отыграл 71 матч, в которых пропустил 75 мячей.
В 2013 году Ромеро перешёл в «Монако» на правах аренды, но сыграл там всего в трёх матчах и через год вернулся в «Сампдорию».
27 июля 2015 года по истечении контракта покинул «Сампдорию» и подписал контракт с английским клубом «Манчестер Юнайтед», в связи с неопределённостью по поводу будущего основного вратаря Давида Де Хеа. В итоге испанец остался, а Ромеро стал запасным голкипером команды и выступал главным образом в кубковых турнирах.
В сезоне 2021/22 выступал за итальянский клуб «Венеция».
8 августа 2022 года подписал контракт с клубом «Бока Хуниорс».

## Карьера в сборной
Являлся первым вратарём сборной Аргентины на чемпионате мира среди юношей до 20 лет 2007 года, который Аргентина выиграла. Был включён в заявку на Олимпийские игры 2008 в Пекине в качестве запасного вратаря. В матче 1/4 финала против команды Нидерландов основной голкипер аргентинцев Оскар Устари получил травму, и Ромеро пришлось выйти на поле вместо него на 75 минуте. Он же играл и в двух следующих матчах, причём за весь турнир не пропустил ни одного гола.
На чемпионате мира 2010 года в ЮАР главный тренер сборной Аргентины Диего Марадона сделал Ромеро основным голкипером, хотя к началу чемпионата на его счету было всего 6 матчей в составе главной команды.
Был вызван на чемпионат мира 2014 года в Бразилии и отыграл на нём все матчи в основном составе, доведя сборную до финала. 9 июля 2014 года в матче с Голландией Серхио Ромеро отразил 2 пенальти в послематчевой серии, что позволило сборной Аргентины выйти в финал Чемпионата мира. 14 июля 2014 года в финале ЧМ-2014 в Бразилии, в матче со сборной Германии, на 113 минуте Серхио пропустил мяч от Марио Гётце, который стал победным для немцев.
Был снова приглашён в качестве основного голкипера на чемпионат мира 2018 года в России, однако в связи с полученной травмой колена был вынужден пропустить турнир.

## Достижения

### Командные
АЗ
- Чемпион Нидерландов 2008/09
- Обладатель Суперкубка Нидерландов: 2009

«Манчестер Юнайтед»
- Обладатель Кубка Англии: 2015/16
- Обладатель Кубка Английской футбольной лиги: 2016/17
- Обладатель Суперкубка Англии: 2016
- Победитель Лиги Европы УЕФА: 2016/17

Сборная Аргентины
- Победитель молодёжного чемпионата мира: 2007
- Чемпион Олимпийских игр: 2008
- Серебряный призёр чемпионата мира: 2014
- Серебряный призёр Кубка Америки: 2015, 2016

### Личные
- Входит в состав символической сборной года Лиги Европы УЕФА: 2016/17[8]